# Defecto
Defecto er et dansk melodisk/progressivt metalband. Bandet blev etableret i 2011, da producer Flemming Rasmussen indledte et samarbejde med forsanger Nicklas Sonne. Bandet består af frontmand, sanger og guitarist Nicklas Sonne, lead guitarist Frederik Møller, trommeslager Mikkel Christensen og bassist Thomas Bartholin. Defecto optrådte på Copenhell i 2016 samt 2018, og har desuden i 2017 spillet som opvarmning for både Metallica i Royal Arena samt Rammstein på Fængslet i Horsens.
I 2012 udsendte gruppen en selvbetitlet promo-EP med seks numre. Den modtog fire ud af fem point i Devilution.
Gruppens debutalbum, Excluded udkom den 16. marts 2016. Albummet modtog fem ud af fem point i Devilution, tre ud af seks stjerner i musikmagasinet GAFFA og ni ud af ti point hos heavymetal.dk.
Deres andet album, Nemesis udkom 1. december 2017 og blev generelt modtaget med gode anmeldelser både i Danmark og i udlandet. Heraf kan der nævnes seks ud af seks stjerner i GAFFA sverige, fire uf af seks stjerner i GAFFA danmark, ti ud af ti på powerofmetal.dk, otte ud af ti point på heavymetal.dk, mens Devolution kun gav én ud af fem point.
I 2019 indledte Defecto et samarbejde med tv-vært Jakob Stegelmann og Troldspejlet, som bl.a. udmundede i tre udsolgte koncerter spillet med Aarhus Symfoniorkester under titlen "Troldspejlet in Symphony".

## Diskografi
- Defecto (2012, EP)
- Excluded (2016)
- Nemesis (2017)
- Duality (2020)